# Der vierjährige Posten
Der vierjährige Posten ist ein einaktiges Singspiel (= kleine Oper mit gesprochenen Dialogen) von Franz Schubert. Das Libretto, vollständig in Versen mit Endreimen, hatte Theodor Körner für den Komponisten Carl Steinacker verfasst, dessen Vertonung  am 19. August 1813 in Wien uraufgeführt wurde. Schuberts Vertonung entstand 1815 – er war damals 18 Jahre alt. Sie erlebte ihre Premiere aber erst am 23. September 1896 in der Hofoper Dresden (heute: Semperoper) – fast 68 Jahre nach Schuberts Tod.
Körners Libretto erfuhr mindestens 21 verschiedene Vertonungen und gehörte damit zu den erfolgreichsten Versuchen, die französische Opéra comique auf deutsche Verhältnisse zu übertragen. Die versöhnliche Komponente im Anschluss an die Befreiungskriege und der Hinweis darauf, dass Kadavergehorsam den Untertanen durchaus individuelle Vorteile bringen könne, sind charakteristisch für das politisch-soziale Klima des Biedermeier.

## Handlung
Vor vier Jahren hat der junge französische Soldat Duval seinen Posten an der Grenze eigenmächtig verlassen und sich auf die deutsche Seite begeben. Dort lernte er die Bauerntochter Käthchen kennen, mit der er inzwischen schon seit zwei Jahren verheiratet ist.
Nun sind wieder französische Truppen im Anmarsch, und zwar ausgerechnet die Einheit, von der sich  Duval unerlaubt entfernt hat. Käthchen und ihr Vater befürchten das Schlimmste: auf Desertation steht schließlich die Todesstrafe! Da kommt Duval die Idee zu behaupten, in treuer Pflichterfüllung versehe er nun schon seit vier Jahren seinen Dienst als Grenzposten.
Der Hauptmann der französischen Truppe ist davon gänzlich unbeeindruckt und lässt Duval vor ein Kriegsgericht stellen. Da erscheint als Deus ex machina der General. Dieser glaubt Duvals Worten und sorgt dafür, dass er ehrenvoll aus der Armee entlassen wird und weiter als Bauer mit seinem Käthchen glücklich sein kann.

## Bearbeitung
Teile des Singspiels gingen ein in folgendes Werk, das den Fall Hans Ernst Schneider aufgreift:
- Der tausendjährige Posten oder Der Germanist. Oper in drei Akten. Musik Franz Schubert. Libretto Irene Dische und Elfriede Jelinek nach Der vierjährige Posten (D 190), Singspiel in einem Aufzug von Theodor Körner, und Die Zwillingsbrüder (D 647), Singspiel in einem Aufzug von Georg von Hofmann nach einer nicht erhaltenen französischen Vorlage. Uraufführung am 10. März 2012 im Theater Heidelberg. Regie: Andrea Schwalbach; Dramaturgie: Heribert Germeshausen. (Dabei ist die Hauptfigur ein Prof. Dr. Hans Schall, einstmals SS-Hauptsturmführer Schaal, gesungen vom Tenor Winfried Mikus.)[1]